# بحر ودل

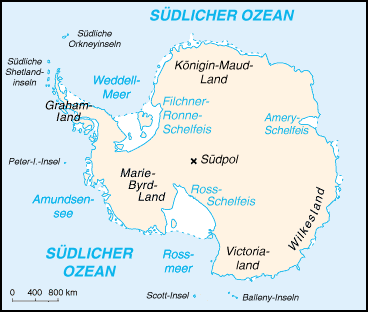
تقسيمات القارة القطبية الجنوبية, يوجد بحر ودل في الجزء الشمالي الغربي

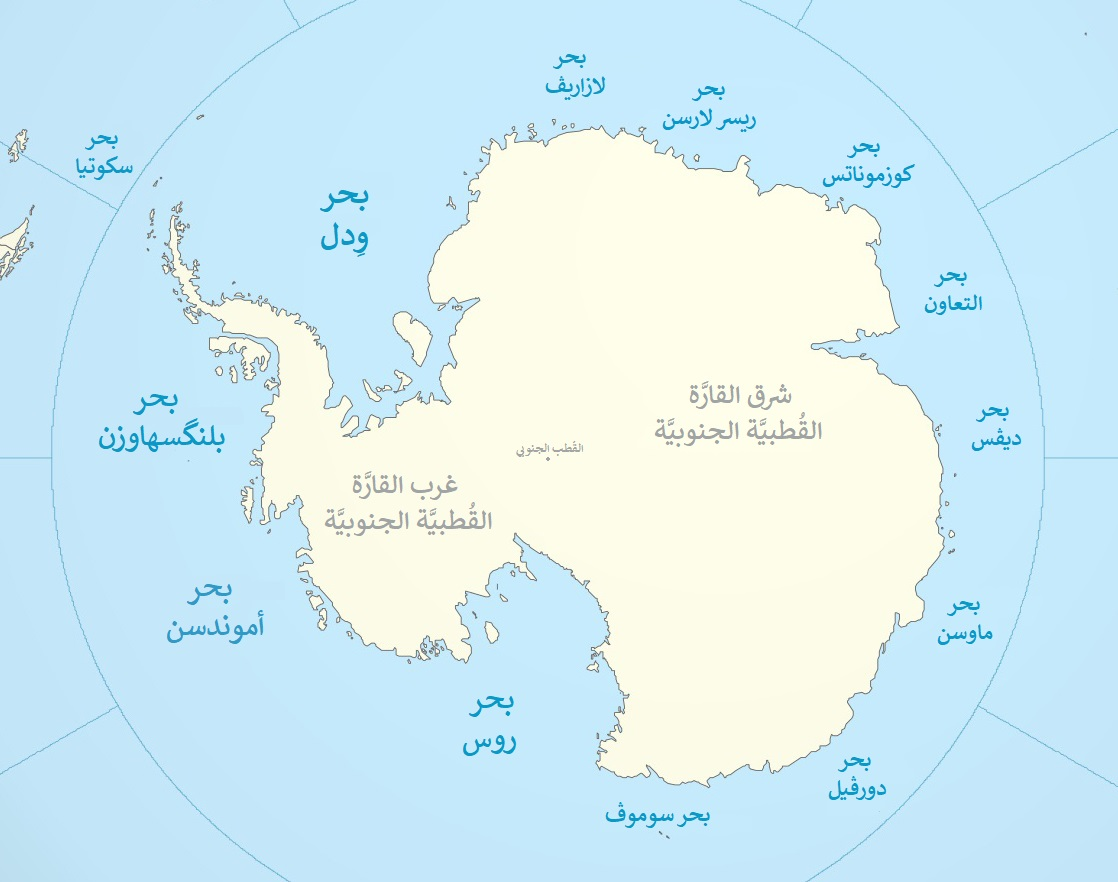
بحر ودل في الجزء الشمالي الغربي من القارة القطبية الجنوبية

بحر ودل هو خليج من المحيط المتجمد الجنوبي في أنتاركتيكا ، اكتشفه جيمس ودل سنة 1823.
.
يوجد بحر ودل مقابلا لساحل «كوين مود لاند» في الجزء الشمالي الغربي من أنتاركتيكا.

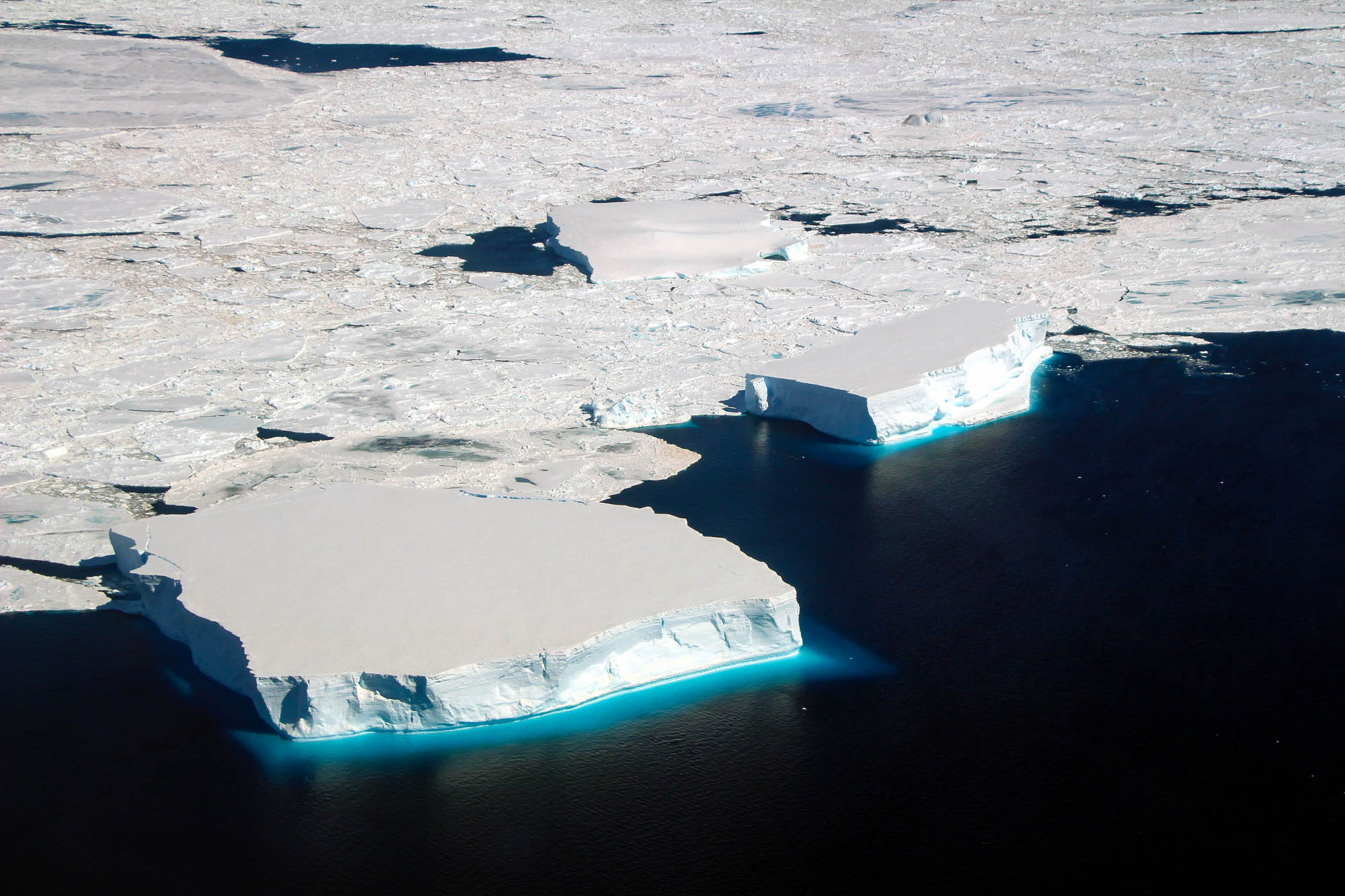
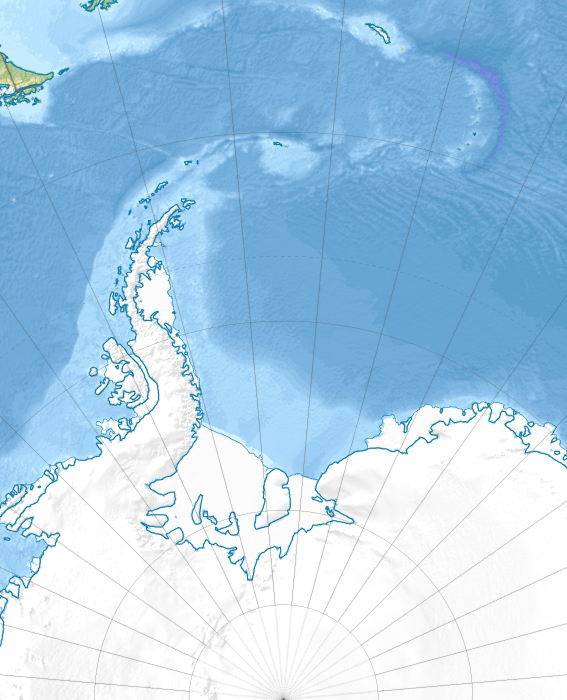

## قرأ أيضا
- القارة القطبية الجنوبية
- استعمار أنتاركتكا
- كوتس لاند
- درنة بولارشتيرن
- سفينة بحوث بولارشتيرن